# Cyamocytheridea
Cyamocytheridea is een geslacht van kreeftachtigen uit de klasse van de Ostracoda (mosselkreeftjes).

## Soorten
- Cyamocytheridea bipunctata (Ducasse, 1967) Mckenzie et al., 1979 †
- Cyamocytheridea buendensis (Lienenklaus, 1894) Pietrzeni, 1969 †
- Cyamocytheridea carbonneli Nascimento, 1990 †
- Cyamocytheridea comitata Li, 1963 †
- Cyamocytheridea contracta Doruk, 1978 †
- Cyamocytheridea cuneata (Lienenklaus, 1896) Oertli, 1956 †
- Cyamocytheridea derii (Zalanyi, 1913) Kollmann, 1960 †
- Cyamocytheridea dertonensis Ruggieri, 1958 †
- Cyamocytheridea devexa (Lienenklaus, 1905) Oertli, 1956 †
- Cyamocytheridea diegemensis (Keij, 1957) Keen, 1978 †
- Cyamocytheridea fabaeformis (Speyer, 1863) Oertli, 1956 †
- Cyamocytheridea felix Bertels, 1973 †
- Cyamocytheridea freybergi Gramann, 1969 †
- Cyamocytheridea heinzelini (Keij, 1957) Morkhoven, 1963 †
- Cyamocytheridea heizelensis (Keij, 1957) Morkhoven, 1963 †
- Cyamocytheridea hiascens Andreev, 1971 †
- Cyamocytheridea husseyi (Stephenson, 1942) Howe, 1963 †
- Cyamocytheridea inflata Deltel, 1963 †
- Cyamocytheridea kaleensis Bassiouni, 1979 †
- Cyamocytheridea kollmanni Bassiouni, 1979 †
- Cyamocytheridea leptostigma (Reuss, 1850) Koldmann, 1958 †
- Cyamocytheridea magna (Apostolescu, 1957) Keen, 1978 †
- Cyamocytheridea meniscus Doruk, 1978 †
- Cyamocytheridea mera Nikolaeva, 1981 †
- Cyamocytheridea mourloni (Keij, 1957) Apostolescu, 1964 †
- Cyamocytheridea nova Soenmez-Goekcen, 1973 †
- Cyamocytheridea obstipa Doruk, 1978 †
- Cyamocytheridea ovalis Rossi De Garcia, 1966 †
- Cyamocytheridea phaseolus Bonaduce, Ruggieri, Russo & Bismuth, 1992 †
- Cyamocytheridea polygona Doruk, 1978 †
- Cyamocytheridea purii Haskins, 1969 †
- Cyamocytheridea reversa (Egger, 1858) Oertli, 1956 †
- Cyamocytheridea rossiae Echevarria, 1987 †
- Cyamocytheridea soror Bonaduce, Ruggieri, Russo & Bismuth, 1992 †
- Cyamocytheridea strigulosa (Reuss, 1850) Apostolescu, Deroo & Grekoff, 1958 †
- Cyamocytheridea structurata Pietrzeniuk, 1969 †
- Cyamocytheridea subdeltoidea Haskins, 1969 †
- Cyamocytheridea watervalleyensis (Stephenson, 1937) Krutak, 1961 †